# George Kobayashi
George Kobayashi (小林 ジョージ, Kobayashi George) é um ex-futebolista japonês. Kobayashi é nascido no Brasil e já foi convocado pela Seleção Japonesa de Futebol.